# Christian Heldbo Wienberg
Christian Heldbo Wienberg (* 13. Dezember 1991 in Hørsholm) ist ein dänischer Schauspieler.
Er spielte bei „Der verlorene Schatz der Tempelritter“ die Rolle des Nis.

## Filmografie
- 2006: Der verlorene Schatz der Tempelritter (Tempelriddernes skat)
- 2007: Der verlorene Schatz der Tempelritter 2
- 2008: Der verlorene Schatz der Tempelritter 3